# Tanz Baby!
Tanz Baby! war eine österreichische Band aus Wien.
Im Jahr 2009 war die Band für den FM4 Award, der im Rahmen der Amadeus Austrian Music Award verliehen wird, nominiert.

## Diskografie
Alben
- 2008: Liebe (Karate Joe Records/Hoanzl)
- 2012: Staub oder Stern (GECO Tonwaren/Hoanzl)
- 2016: All die schönen Lieder (limitiertes rotes Vinyl)

Singles
- 2008: Ich bin traurig (Karate Joe Records/Hoanzl)
- 2008: Wo bist Du (Karate Joe Records/Hoanzl)
- 2009: Andauernd verliebt (Karate Joe Records/Hoanzl)
- 2009: Nur Du (Karate Joe Records/Hoanzl)
- 2010: Liebe ist ein Hospital
- 2010: Und dann bleib ich
- 2012: Ich bin ein Stern (GECO Tonwaren/Hoanzl)